# Anne Beauchamp, 15. Countess of Warwick
Anne Beauchamp, 15. Countess of Warwick (* 14. Februar 1444; † 3. Januar 1449), war eine englische Adlige.
Sie war das einzige Kind von Henry de Beauchamp, 1. Duke of Warwick, 14. Earl of Warwick, und dessen Gattin Lady Cecily Neville, Tochter des Richard Neville, 5. Earl of Salisbury.
Als Annes Vater 1446 starb, erlosch dessen Titel eines Duke of Warwick, die Earlswürde vererbte er allerdings aufgrund eines besonderen Vermerkes bei der Verleihung an seine zweijährige Tochter, die nun aus eigenem Recht 15. Countess of Warwick war. Ebenso erbte sie dessen nachgeordneten Titel als 7. Baroness Burghersh. Da Anne bereits 1449 starb und keine legitimen Geschwister hatte, fiel ihr Erbe einschließlich des Earlstitels an die Schwester ihres Vaters, ihre Tante Lady Anne Neville, deren Ehemann Richard Neville, der zugleich ihr Onkel mütterlicherseits war, den Earlstitel nun de iure uxoris führte. Die Baronie Burghersh fiel hingegen in Abeyance zwischen ihrer Tante Lady Anne Neville und deren Halbschwester Elizabeth Nevill, 3. Baroness Bergavenny (1415–1447).

## Einzelnachweis
1. 1 2  Frederick M. Powicke, Edmund B. Fryde (Hrsg.): Handbook of British Chronology. Royal Historical Society, London 1961, S. 454.